# Brickellia laccata
Brickellia laccata là một loài thực vật có hoa trong họ Cúc. Loài này được Flyr mô tả khoa học đầu tiên năm 1968.